# Samur
Samur (rusky Самур, ázerbájdžánsky Samurçay) je řeka v Dagestánské republice v Rusku, která částečně teče také po státní hranici s Ázerbájdžánem. Je 213 km dlouhá. Povodí má rozlohu 7 330 km².

## Průběh toku
Pramení na svahu hory Guton na Velkém Kavkaze. Teče v hluboké a úzké dolině mezi hřbety Kjabjak a Samurským. Níže se dolina rozšiřuje a koryto se rozvětvuje na ramena. Při ústí do Kaspického moře vytváří deltu.

## Vodní stav
Zdroj vody je smíšený s převahou dešťového. Nejvyšší úrovně hladiny dosahuje od konce března do srpna. Průměrný roční průtok vody ve vzdálenosti 20 km od ústí činí 75 m³/s. Průměrná kalnost je 1 950 g/m³.

## Využití
Z řeky jsou vedeny kanály Samursko-apšeronský (délka 195 km) a Samursko-derbentský (délka 33 km).